# Microregione di Brejo Pernambucano
Brejo Pernambucano è una microregione dello Stato del Pernambuco in Brasile, appartenente alla mesoregione di Agreste Pernambucano.
È una suddivisione creata puramente per fini statistici, pertanto non è un'entità politica o amministrativa.

## Comuni
Comprende 11 comuni:
- Agrestina
- Altinho
- Barra de Guabiraba
- Bonito
- Camocim de São Félix
- Cupira
- Ibirajuba
- Lagoa dos Gatos
- Panelas
- Sairé
- São Joaquim do Monte